# Lagarto (Esmeraldas)
Lagarto ist eine Ortschaft und eine Parroquia rural („ländliches Kirchspiel“) im Kanton Rioverde der ecuadorianischen Provinz Esmeraldas. Die Parroquia besitzt eine Fläche von 212,8 km². Die Einwohnerzahl lag im Jahr 2010 bei 5674.

## Lage
Die Parroquia Lagarto liegt an der Pazifikküste im Nordwesten von Ecuador. Das Verwaltungsgebiet weist einen knapp 8 km langen Küstenstreifen auf. Die Parroquia erstreckt sich über das Einzugsgebiet des Río Lagarto, ein Zufluss des Pazifischen Ozeans. Der 20 m hoch gelegene Hauptort Lagarto befindet sich am Río Lagarto 4 km von der Meeresküste entfernt. Lagarto befindet sich 15 km ostsüdöstlich vom Kantonshauptort Rioverde an der Fernstraße E15 (Esmeraldas–San Lorenzo).
Die Parroquia Lagarto grenzt im Osten an die Parroquias Santa Lucía de las Peñas und Anchayacu (beide im Kanton Eloy Alfaro) sowie im Westen an die Parroquia Montalvo.

## Geschichte
Die Parroquia Lagarto wurde am 28. November 1956 gegründet.